# Серр, Мишель
Мишель Серр (фр. Michel Serres, 1 сентября 1930, Ажен — 1 июня 2019 года) — французский философ, историк науки и писатель.

## Биография
Учился в Морской школе, затем в Эколь Нормаль (1952—1955). Служил на флоте (1956—1958). В 1968 году защитил диссертацию по филологии.

## Философские интересы
Испытал глубокое влияние Симоны Вейль. Основные сферы занятий Серра — эпистемология, философия науки, литературы, живописного образа.
Оказал влияние на философию и социологию Брюно Латура.

## Педагогическая деятельность
Преподавал в Клермон-Ферране, где сблизился с Мишелем Фуко, в Сорбонне (с 1969 года), в Стэнфорде (с 1984 года). В 1990 года был избран членом Французской Академии.
Мишель Серр поощряет свободное распространение знаний, в частности, посредством Википедии.

## Цитаты
- Пират знаний — это хороший пират. В детстве я сделал кораблик и назвал его: «Пират знаний».[6]

## Награды и премии
- Кавалер, офицер, командор и великий офицер ордена Почётного легиона (1985, 1993, 2001, 2010).
- Офицер и командор ордена «За заслуги» (1987, 1997).
- Премия Мейстера Экхарта[англ.] (2012)
- Премия Дэна Дэвида (2013).

## Труды
- 1968 : Le système de Leibniz et ses modèles mathématiques
- 1969 : Hermès I, la communication
- 1972 : Hermès II, l’interférence
- 1974 : Hermès III, la traduction
- 1974 : Jouvences. Sur Jules Verne
- 1975 : Auguste Comte. Leçons de philosophie positive (en collaboration), tome I
- 1975 : Esthétiques sur Carpaccio
- 1975 : Feux et signaux de brume. Zola
- 1977 : Hermès IV, La distribution
- 1977 : La naissance de la physique dans le texte de Lucrèce
- 1980 : Hermès V, Le passage du Nord-ouest
- 1980 : Le parasite
- 1982 : Genèse
- 1983 : Détachement
- 1983 : Rome. Le livre des fondations
- 1985 : Les cinq sens
- 1987 : L’hermaphrodite
- 1987 : Statues
- 1989 : Éléments d’histoire des sciences (en collaboration)
- 1990 : Le contrat naturel
- 1991 : Le tiers-instruit
- 1991 : Discours de réception de Michel Serres à l’Académie française et réponse de Bertrand Poirot-Delpech
- 1992: Éclaircissements (entretiens avec Bruno Latour)
- 1993 : La légende des Anges
- 1993 : Les origines de la géométrie
- 1994 : Atlas
- 1995 : Éloge de la philosophie en langue française
- 1997 : Nouvelles du monde
- 1997 : Le trésor. Dictionnaire des sciences (en collaboration)
- 1997 : À visage différent (en collaboration)
- 1999 : Paysages des sciences (en collaboration)
- 2000 : Hergé, mon ami
- 2001 : Hominescence
- 2002 : Variations sur le corps
- 2003 : L’incandescent
- 2003 : Jules Verne, la science et l’homme contemporain
- 2004 : Rameaux
- 2006 : Récits d’humanisme
- 2006 : L’art des ponts
- 2006 : Petites chroniques du dimanche soir
- 2007 : Le tragique et la pitié. Discours de réception de René Girard à l’Académie française et réponse de Michel Serres
- 2007 : Petites chroniques du dimanche soir 2
- 2007 : Carpaccio, les esclaves libérés
- 2008 : Le mal propre : polluer pour s’approprier ?
- 2008 : La guerre mondiale
- 2009 : Écrivains, savants et philosophes font le tour du monde
- 2009 : Temps des crises
- 2010 : Biogée
- 2011 : Musique
- 2012 : Petite Poucette

## Публикации на русском языке
- Статуя Гестии // Художественный журнал. 1997. № 16. С. 4-5.
- Орфей. Лотова жена. Скульптура и музыка / Пер. с фр. Б. Дубина // Иностранная литература. 1997. № 11.
- Точная и гуманитарная науки. Случай Тёрнера / Пер. с англ. М. Корниловой // Комментарии. 1998. № 14.
- Не торопитесь, молчите, вкушайте! // Ароматы и запахи в культуре. Кн. 1. М.: Новое литературное обозрение, 2003. С. 35-40.
- Мишель Серр: Только красота нас спасет. Беседа с М. Серром // Вестник Европы. 2009. № 26-27.
- Мишель Серр о квази-объектах / Пер. А. Лобановой, под ред. А. Писарева // syg.ma. 2015. 5 июня.
- Девочка с пальчик / Пер. А. Соколинской. М.: Ад Маргинем Пресс, 2016.
- Паразит / Пер. А. Лобановой // Носорог. 2016/2017. № 5.
- Договор с природой [пер. с фр. С. Б. Рындина; науч. ред. О. В. Хархордин]. — СПб.: Издательство Европейского университета в Санкт-Петербурге, 2022. — 222 с. ISBN 978-5-94380-343-7